# Énergie en Arabie saoudite
Le secteur de l'énergie en Arabie saoudite est dominant dans l'économie de l'Arabie saoudite : environ 87 % des recettes publiques et 90 % des recettes d'exportation proviennent de l'industrie pétrolière et pétrochimique en 2017, ce qui représente environ 42 % du produit intérieur brut de l'Arabie saoudite.
Le pays se classe en 2023 au 3e rang mondial des pays producteurs de pétrole (11,8 % de la production mondiale), derrière les États-Unis et la Russie, au 1er rang des exportateurs de pétrole brut (16,4 % des exportations mondiales) devant la Russie et au 1er rang des producteurs d'électricité à partir de pétrole (21,8 % du total mondial). Il se situe au 5e rang pour la production et au 4e rang pour les exportations de produits pétroliers.
Les réserves prouvées de pétrole de l'Arabie saoudite en 2022 représentent 15,3 % du total mondial, au 2e rang mondial derrière le Venezuela (18,7 %), réparties sur plus de cent gisements de pétrole et de gaz naturel associé. La consommation du pays augmente rapidement (4e rang mondial, 3,8 % de la consommation mondiale), principalement pour produire de l'électricité.
Ses réserves de gaz naturel représentent 4,4 % du total mondial en 2022, au 6e rang mondial ; sa production de gaz se classe au 9e rang mondial avec 2,8 % de la production mondiale ; elle est entièrement consommée dans le pays (6e rang mondial).
La consommation d'énergie primaire par habitant du pays représentait 4,08 fois la moyenne mondiale en 2023, 13 % au-dessus de celle des États-Unis.
L'électricité représentait seulement 17,1 % de la consommation finale d'énergie en 2022. Elle est produite en 2023 à partir de gaz naturel pour 62,7 %, de pétrole pour 36,0 %, d'énergie solaire pour 1,0 % et d'énergie éolienne pour 0,4 %.
Les émissions de gaz à effet de serre liées à l'énergie par habitant en Arabie saoudite atteignent en 2022 un niveau parmi les plus élevés au monde : 3,4 fois la moyenne mondiale et 2,6 fois celle de l'Union européenne, 6 % au-dessus de celles des États-Unis.
Le pays a annoncé d'ambitieux programmes de développement du nucléaire et des énergies renouvelables : à l'horizon 2032, il prévoit 17,6 GW de nucléaire et 53 GW d'énergies renouvelables, dont 41 GWc de solaire ; des appels d'offres pour le solaire et l'éolien ont été réalisés en 2018 et 2020. Les projets sélectionnés ou en exploitation totalisent 3,6 GWc en avril 2021.

## Vue d'ensemble
| Principaux indicateurs de l'énergie en Arabie saoudite                                                                                            | Principaux indicateurs de l'énergie en Arabie saoudite | Principaux indicateurs de l'énergie en Arabie saoudite | Principaux indicateurs de l'énergie en Arabie saoudite | Principaux indicateurs de l'énergie en Arabie saoudite | Principaux indicateurs de l'énergie en Arabie saoudite | Principaux indicateurs de l'énergie en Arabie saoudite |
| --- | ------------------------------------------------------ | ------------------------------------------------------ | ------------------------------------------------------ | ------------------------------------------------------ | ------------------------------------------------------ | ------------------------------------------------------ |
| | Population                                             | Consom. énergie primaire                               | Production                                             | Export. nettes                                         | Consom. élect.*                                        | Émissions de GES**                                     |
| Année | Million                                                | PJ                                                     | PJ                                                     | PJ                                                     | TWh                                                    | Mt CO2                                                 |
| 1990 | 10,64                                                  | 2 429                                                  | 15 426                                                 | 12 855                                                 | 65,2                                                   | 212                                                    |
| 2000 | 16,18                                                  | 4 413                                                  | 19 951                                                 | 15 368                                                 | 117,1                                                  | 296                                                    |
| 2010 | 23,98                                                  | 7 997                                                  | 22 251                                                 | 13 960                                                 | 218,7                                                  | 486                                                    |
| 2015 | 29,82                                                  | 9 721                                                  | 27 157                                                 | 17 073                                                 | 335,0                                                  | 607                                                    |
| 2016 | 30,95                                                  | 9 748                                                  | 28 076                                                 | 18 357                                                 | 342,1                                                  | 606                                                    |
| 2017 | 30,98                                                  | 9 996                                                  | 27 078                                                 | 16 994                                                 | 347,0                                                  | 598                                                    |
| 2018 | 30,20                                                  | 9 672                                                  | 27 858                                                 | 18 075                                                 | 356,0                                                  | 576                                                    |
| 2019 | 30,06                                                  | 9 652                                                  | 26 759                                                 | 17 153                                                 | 356,9                                                  | 573                                                    |
| 2020 | 31,55                                                  | 9 473                                                  | 25 441                                                 | 15 857                                                 | 358,3                                                  | 561                                                    |
| 2021 | 30,78                                                  | 9 623                                                  | 25 172                                                 | 15 395                                                 | 371,6                                                  | 574                                                    |
| 2022 | 32,18                                                  | 10 143                                                 | 28 631                                                 | 18 075                                                 | 380,8                                                  | 611                                                    |
| variation 1990-2022 | +202 %                                                 | +318 %                                                 | +86 %                                                  | +41 %                                                  | +484 %                                                 | +188 %                                                 |
| * consommation brute d'électricité = production+importations-exportations-pertes en ligne ** émissions de gaz à effet de serre liées à l'énergie. |                                                        |                                                        |                                                        |                                                        |                                                        |                                                        |

Le secteur pétrolier apporte en 2017 environ 87 % des ressources du budget de l'Arabie saoudite, 42 % de son PIB et 90 % de ses revenus d'exportation.

## Comparaisons internationales
L'Agence internationale de l'énergie et l'Energy Institute classent l'Arabie saoudite aux tout premiers rangs pour de nombreux indicateurs du domaine de l'énergie:
| Source d'énergie                                             | indicateur            | rang | année | quantité | unité  | % monde | commentaires |
| Pétrole brut                                                 | Réserves              | 2e   | 2023  | 38 891   | Mt     | 15,3 %  | 1er : Venezuela (18,7 %), 3e : Iran (11,2 %)                                                                               |
| Pétrole brut                                                 | Production            | 3e   | 2023  | 531,7    | Mt     | 11,8 %  | 1er : États-Unis (827,1 Mt, 18,3 %), 2e : Russie 541,7 Mt (12,0 %)                                                         |
| Pétrole brut                                                 | Exportation brute     | 1er  | 2023  | 349,1    | Mt     | 16,4 %  | 2e : Russie (240,8 Mt, 11,3 %)                                                                                             |
| Produits pétroliers                                          | Capacité de raffinage | 6e   | 2023  | 3,29     | Mbl/j  | 3,2 %   | 1er : Chine (17,9 %), 2e : États-Unis (17,8 %), 3e : Russie (6,6 %), 4e : Inde (4,9 %), 5e : Corée du sud (3,2 %)          |
| Produits pétroliers                                          | Production            | 5e   | 2023  | 2,81     | Mbl/j  | 3,4 %   | 1er : États-Unis (19,2 %), 2e : Chine (18,2 %), 3e : Russie (6,8 %), 4e : Inde (6,3 %)                                     |
| Produits pétroliers                                          | Exportation nette     | 4e   | 2023  | 54,5     | Mt     | 4,5 %   | 1er : États-Unis (160,5 Mt, 13,2 %), 2e : Russie (7,4 %), 3e : Émirats arabes unis (5,1 %)                                 |
| Gaz naturel                                                  | Réserves              | 6e   | 2023  | 9 318    | Mds m3 | 4,4 %   | 1er : Russie (47 759, 22,7 %), 2e : Iran (16,1 %), 3e : Qatar (11,3 %), 4e : États-Unis (7,8 %), 5e : Turkménistan (6,6 %) |
| Gaz naturel                                                  | Production            | 9e   | 2023  | 114,1    | Mds m³ | 2,8 %   | 1er : États-Unis (1 035,3 Gm3, 25,5 %), 2e : Russie (586,4 Gm3, 14,4 %)                                                    |
| Électricité                                                  | Production            | 11e  | 2023  | 422,9    | TWh    | 1,4 %   | 1er : Chine (9 494,3 TWh, 31,7 %), 2e : États-Unis (15,0 %), 3e : Inde (6,5 %), 4e : Russie (3,9 %)                        |
| Prod.élec.fossiles*                                          | Pétrole               | 1er  | 2023  | 152,1    | TWh    | 21,8 %  | 2e : Japon (33,4 TWh, 4,8 %)                                                                                               |
| Prod.élec.fossiles*                                          | Gaz naturel           | 6e   | 2023  | 265,0    | TWh    | 3,9 %   | 1er : États-Unis (1 937,7 TWh, 28,7 %), 2e : Russie (7,8 %), 3e : Iran (4,8 %), 4e : Japon (4,8 %), 5e : Chine (4,4 %)     |
| * production d'électricité à partir de combustibles fossiles |                       |      |       |          |        |         | |

## Production d'énergie primaire
La production d'énergie primaire de l'Arabie saoudite s"élevait en 2022 à 28 631 PJ. Elle se limite à quatre sources d'énergie : le pétrole (87,3 %), le gaz naturel (12,6 %), le solaire et l'éolien (0,03 %). La part du gaz naturel a fortement progressé : de 5,3 % en 1990 à 12,6 % en 2022 ; en 32 ans, la production d'énergie a progressé de 86 % (71 % pour le pétrole et 344 % pour le gaz).

### Pétrole

#### Réserves de pétrole

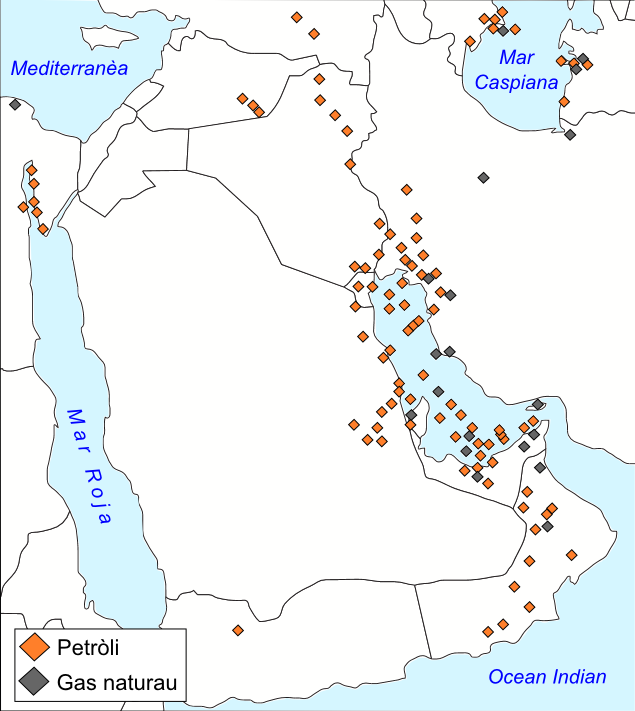
Carte des champs de pétrole et de gaz naturel au Moyen-Orient.

Les réserves prouvées de pétrole de l'Arabie saoudite étaient estimées par l'Agence fédérale allemande pour les sciences de la terre et les matières premières (BGR) à 38,89 Gt (milliards de tonnes) fin 2022, soit 15,3 % du total mondial, au 2e rang mondial derrière le Vénézuela (18,7 %) et devant l'Iran (11,2 %), le Canada (10,2 %) et l'Irak (7,8 %). Elles représentaient 73 années de production au rythme de 2023 : 531,7 Mt. Elles ont augmenté de 14,4 % depuis 2010. Les ressources supplémentaires, non encore prouvées, sont estimées à 11,8 Gt, uniquement du pétrole conventionnel.
Selon le Conseil mondial de l'énergie (rapport 2013 sur les ressources mondiales), les réserves prouvées récupérables de l'Arabie saoudite à fin 2012 (source : Oil & Gas Journal) étaient de 36,2 milliards de tonnes (265 milliards de barils), au 1er rang mondial : 20 % du total mondial, et sa production 2011 de 525,8 Mt (3 854 Mbbl), au 1er rang mondial, ce qui laissait 69 ans de réserves. Le premier gisement de pétrole, celui de Dammam, fut découvert par Aramco en 1938, suivi par des gisements géants tels que Ghawar (1948), le plus grand du monde, et Safaniyah (1951), le plus grand gisement offshore au monde. Sur la centaine de gisements de pétrole et gaz du royaume, plus de la moitié des réserves sont contenues dans huit gisements, celui de Ghawar ayant à lui seul 70 milliards de barils de réserves restantes, soit plus du quart du total. La production a atteint 11,6 millions de barils par jour en 2012, dont 9,8 Mbbl/j de brut et 1,8 Mbbl/j d'autres hydrocarbures liquides.

#### Production de pétrole

La consommation intérieure absorbe désormais le tiers du pétrole saoudien.

En 2023, selon l'Energy Institute, l'Arabie saoudite a produit 531,7 Mt (millions de tonnes) de pétrole, en baisse de 7,4 % par rapport à 2022 et de 1,2 % depuis 2013. Elle se classe au 3e rang mondial avec 11,8 % de la production mondiale, derrière les États-Unis (827,1 Mt ; 18,3 %) et la Russie (541,7 Mt ; 12,0 %).
La compagnie nationale Saudi Aramco bénéficie des coûts les plus bas au monde : elle ne dépense en 2018 que 2,80 dollars pour l'extraction d'un baril contre 4,10 dollars en moyenne pour les cinq supermajors (Exxon, Chevron, Shell, BP et Total) ; ses coûts d'investissements sont également extrêmement bas : 4,70 dollars par baril ; si l'on ajoute l'exploration, ce chiffre monterait à 5,20 dollars, selon Fitch Ratings, contre  14 dollars pour Total et 12 dollars pour Shell. Mais la trésorerie dégagée n'est que de 26 dollars par baril contre 31 dollars pour Total et 38 dollars pour Shell, du fait de la lourde fiscalité qui pèse sur le groupe : 20 % de royalties versées à l'État saoudien en plus d'un impôt de 50 % sur ses bénéfices.

#### Consommation de pétrole
En 2023, l'Arabie saoudite a consommé 4,05 Mb/j (millions de barils par jour) de pétrole, soit 7,43 EJ (exajoules), en progression de 4,5 % par rapport à 2022 et de 16 % depuis 2013. Elle se classe au 4e rang mondial avec 3,8 % de la consommation mondiale, derrière les États-Unis (18,3 %), la Chine (17 %) et l'Inde (5,4 %). Elle a consommé 36 % de sa production.
L’Arabie saoudite figure en 2023 au 1er rang mondial pour la production d'électricité à partir de pétrole : 152,1 TWh, soit 21,8 % du total mondial, loin devant le Japon (33,4 TWh).
L'Arabie saoudite est le plus gros consommateur de pétrole du Moyen-Orient : 3 Mb/j en 2012, deux fois plus qu'en 2000, du fait de la forte croissance industrielle et des prix subventionnés ; la production d'électricité par combustion directe de pétrole brut était en forte progression : 1 Mb/j en été.
L'Arabie saoudite subventionne lourdement son pétrole sur le marché intérieur, le vendant à prix coûtant (5 $/baril environ) et non au prix du marché mondial (50 $/baril en octobre 2015, 110 $/baril quinze mois auparavant).
Pour réduire l'énorme déficit budgétaire résultant de l'effondrement des prix du pétrole (19 % du PIB en 2016 après 21 % en 2015), l'Arabie saoudite a dû se résoudre à tailler dans les subventions à la consommation d'électricité, d'eau et de carburants ; ainsi, le prix de l'essence augmente de 40 % dès le 29 décembre 2015.

#### Exportations de pétrole

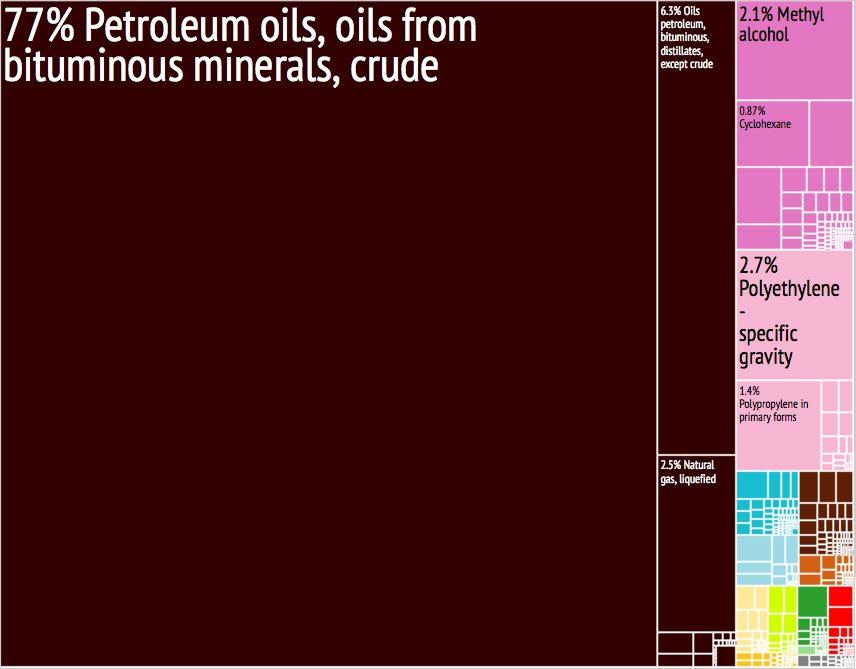
Représentation graphique des exportations de l'Arabie saoudite en 2010
source : Observatoire de la Complexité Économique du Center for International Development (CID), université Harvard.

L’Arabie saoudite était en 2023 le 2e exportateur mondial de pétrole et produits pétroliers : 8,28 Mbl/j, soit 409,9 Mt, dont 349,1 Mt de brut et 60,8 Mt de produits pétroliers, soit 12,2 % des exportations mondiales, derrière les États-Unis (9,11 Mb/j ; 13,4 %) et devant la Russie (6,74 Mbl/j ; 9,9 %). Ces exportations ont reculé de 5,5 % en 2023 et de 1 % depuis 2013. Les importations de brut sont très faibles : 2,8 Mt et celles de produits pétroliers ont atteint 6,3 Mt. Les exportations de brut de 2023 étaient surtout destinées à la Chine : 85,9 Mt (24,6 %), au Japon : 51,4 Mt (14,7 %), à l'Inde : 35,3 Mt (10,1 %), aux autres pays d'Asie : 98,2 Mt (28,1 %), à l'Europe : 40,7 Mt (11,7 %) et aux États-Unis : 17,4 Mt (5 %). L’Arabie saoudite a exporté 60,8 Mt de produits pétroliers, dont 20,1 Mt (33 %) vers l'Asie (en particulier 6,7 Mt vers l'Inde), 13,3 Mt vers l'Europe (22 %), 12,9 Mt vers l'Afrique, 8,4 Mt vers le Moyen-Orient.
Le graphique de droite montre la place des hydrocarbures en 2010 dans les exportations de l'Arabie saoudite (en $) : 77 % de pétrole brut, 87 % avec les autres hydrocarbures, plus 9 % de produits de la pétrochimie ; en 2016, le pétrole brut atteint 71 %, les produits pétroliers 10,85 %, les gaz de pétrole 2,13 %, la pétrochimie 10 %.

#### Organisation du secteur pétrolier

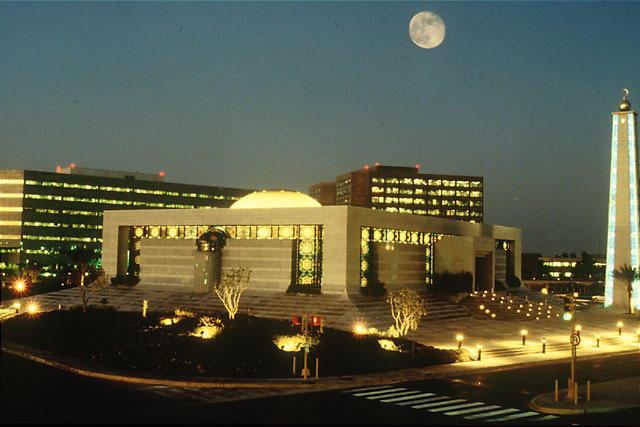
Siège social de Saudi Aramco à Dhahran.

Deux ministères se partagent la responsabilité du secteur de l'énergie : le ministère du Pétrole et le ministère de l'Eau et de l'Électricité. Le but déclaré de celui-ci est : « De préparer un plan global visant à établir un réseau pour la distribution d'eau et le retraitement des eaux usées dans tout le royaume, il permettra également d'élaborer la politique de l'eau du pays et de proposer de nouveaux règlements afin de la préserver. ».
Saudi Aramco (contraction d'Arabian American Oil Company), officiellement Saudi Arabian Oil Company, est la compagnie nationale saoudienne d'hydrocarbures. Elle possède la quasi-intégralité des ressources en hydrocarbures du royaume et, du point de vue de ses réserves comme de celui de sa production, est la première compagnie pétrolière mondiale avec 295 milliards de barils de réserves.
L'Arabian American Oil Company, nationalisée progressivement de 1973 à 1980 et rebaptisée Saudi Aramco, a récupéré en 1988 la gestion opérationnelle de tous ses puits ; ses principaux gisements sont ceux de Safaniya, plus grand gisement offshore du monde, découvert en 1951, et de Ghawar, plus grand gisement terrestre au monde (1957), qui assure plus de la moitié de la production du royaume. Le coût de production du pétrole saoudien est de quelques dollars par barils.
Le prince Mohammed ben Salmane, fils du roi et homme fort du régime, a annoncé au début janvier 2016 qu'un projet de privatisation partielle de Saudi Aramco est à l'étude et qu'une décision sera prise dans les prochains mois. Saudi Aramco produisait 10,25 millions de barils par jour (Mb/j) en décembre 2015, soit deux fois plus que le numéro 2 mondial, le russe Rosneft, avec 5 Mb/j, suivi par l’américaine ExxonMobil, première major mondiale cotée en Bourse, avec 4 Mb/j. Ses réserves prouvées s’élèvent à 267 milliards de barils contre 40 pour Rosneft et 25 pour ExxonMobil. La valorisation du capital de Saudi Aramco pourrait atteindre 3 400 milliards de dollars.

#### Oléoducs

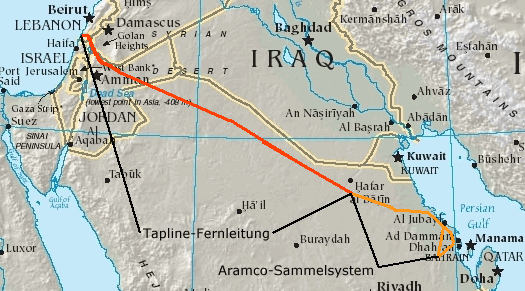
Carte de l'oléoduc trans-arabe.

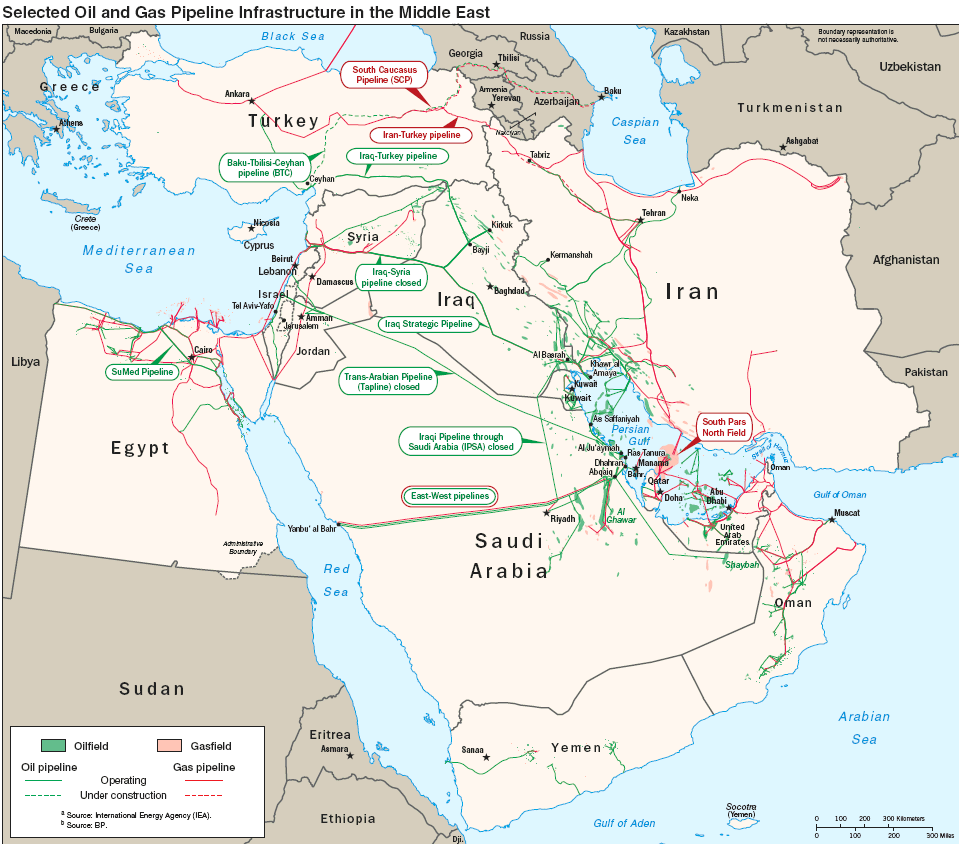
Carte des réseaux d'oléoducs et gazoducs du Moyen-Orient.

L'oléoduc trans-arabe (Tapline) transporte le pétrole saoudite sur 1 214 km de Qaisumah près de Hafar Al-Batin en Arabie saoudite à Sidon au Liban.

### Gaz naturel

#### Réserves de gaz naturel
Les réserves prouvées de gaz naturel de l'Arabie saoudite étaient estimées par l'Agence fédérale allemande pour les sciences de la terre et les matières premières (BGR) à 9 318 Gm3 (milliards de m³) fin 2022. Ces réserves classaient l'Arabie saoudite au 6e rang mondial avec 4,4 % du total mondial, derrière la Russie (22,7 %), l'Iran (16,1 %), le Qatar (11,3 %), les États-Unis (7,8 %) et le Turkménistan (6,6 %). Elles ont augmenté de 19,6 % depuis 2010. Elles représentent 82 années de production au rythme de 2023 : 114,1 Gm3. Les ressources supplémentaires, non encore prouvées, sont estimées à 26 664 Gm3, dont 21 000 Gm3 de réserves conventionnelles et 5 664 Gm3 de gaz de schiste.
Selon le Conseil mondial de l'énergie, les réserves prouvées récupérables de l'Arabie saoudite à fin 2012 (source : Oil & Gas Journal) étaient de 8 030 milliards de m3, au 5e rang mondial : 3,8 % du total mondial, et sa production 2011 de 99,2 Mds m3, ce qui laissait 81 ans de réserves ; au cours des dix dernières années, ces réserves ont été revues en hausse de 26 %. Les réserves et la production de gaz revêtent pour l'essentiel la forme de gaz associé extrait des gisements de pétrole, en particulier ceux de Ghawar, Safaniya et Zuluf (57 % des réserves de gaz).

#### Production de gaz naturel
Aramco doit mettre en service en 2025 son gigantesque projet de gaz naturel de Jafurah, le plus grand gisement de gaz de schiste du Moyen-Orient. Ce projet de plus de 100 milliards de dollars pourrait permettre à l’Arabie saoudite d'entrer dans le Top 3 des producteurs mondiaux de gaz d'ici à 2030.
En 2023, l’Arabie saoudite a produit 114,1 Gm3 (milliards de m³) de gaz naturel, soit 4,11 EJ (exajoules), en baisse de 2,2 % en 2023, mais en progression de 20 % depuis 2013. Elle se classe au 9e rang mondial avec 2,8 % de la production mondiale, loin derrière les États-Unis (25,5 %), la Russie (14,4 %) et l'Iran (6,2 %).
Selon l'AIE, les projets en cours feront passer la production de gaz de 85 milliards de m3 en 2015 à 102 milliards de m3 en 2021. Le pays a aussi démarré l'exploration de gaz de schiste, mais les perspectives restent faibles en raison des ressources en eau nécessaires.

#### Consommation de gaz naturel
En 2023, l’Arabie saoudite a consommé 114,1 Gm3 de gaz naturel, soit 4,11 EJ, la totalité de sa production, en baisse de 2,2 % en 2023, mais en progression de 20 % depuis 2013. Elle se classe au 6e rang mondial avec 2,8 % de la consommation mondiale, loin derrière les États-Unis (22,1 %), la Russie (11,3 %) et la Chine (10,2 %).
La production de gaz revêt pour l'essentiel la forme de gaz associé extrait des gisements de pétrole ; l'utilisation de ce sous-produit, autrefois brûlé à la torche, a été impulsée par le Master Gas System, inauguré dans les années 1980, dont les usines traitent le gaz pour produire de l'éthane et du gaz de pétrole liquéfié, utilisé comme matières premières pétrochimiques ; une grande part du GPL est exportée ; le gaz naturel sec est utilisé surtout pour la production d'électricité, les usines de dessalement et la pétrochimie. L’Arabie saoudite consomme la totalité de sa production de gaz ; d'après les prévisions de Saudi Aramco, la consommation devrait doubler d'ici 2030.
Le nouveau ministre de l'Énergie du pays Khaled al-Faleh a annoncé le 7 juin 2016 une réorientation majeure de la politique énergétique saoudite vers le gaz : « Le gaz représente 50 % de notre mix énergétique, nous avons pour ambition de le faire passer à 70 %, grâce à des ressources locales ou importées ». Il s'agit essentiellement de remplacer le pétrole aujourd'hui utilisé pour la production d'électricité, pour le réserver à l'exportation.
Saudi Aramco signe en 2019 un accord avec l'américain Sempra Energy, s'engageant à lui acheter 5 millions de tonnes de gaz naturel liquéfié (GNL) par an pendant vingt ans et à cofinancer un projet de terminal de liquéfaction et d'exportation à Port Arthur, au Texas, dont il détiendra 25 %. L'Arabie saoudite sécurise ainsi un approvisionnement bon marché pour ses propres centrales électriques, aujourd'hui dépendantes du pétrole, afin de pouvoir exporter une part plus importante de sa production de brut.

#### Gaz de schiste
Saudi Aramco a annoncé le 27 janvier 2015 son intention d'investir 7 milliards de dollars dans le gaz de schiste, s'ajoutant aux 3 milliards déjà dépensés ; le ministre du Pétrole, Ali Al Naimi, a estimé en 2013 les réserves de gaz de schiste du pays à 17 000 milliards de mètres cubes, deux fois les réserves prouvées de gaz conventionnel. Saudi Aramco a démarré des campagnes d’exploration dès 2011, avec des forages dans le nord du pays. Au début 2014, son PDG Khaled Al Faleh a annoncé que les découvertes réalisées dans le nord lui permettront d’alimenter une centrale électrique de 1 000 mégawatts à construire au sein d’un futur complexe de phosphates ; la compagnie devrait aussi réaliser en 2015 deux forages avec le russe Lukoil dans le désert Rub al-Khali, où elles ont découvert un réservoir de tight gas (gaz de réservoir compact, dont l'extraction utilise les mêmes technologies que celles du gaz de schite).
Les réserves de gaz de schiste sont estimées en 2019 par Rystad Energy à près de 58 Tcf (milliards de pieds cubes), ce qui placerait l'Arabie saoudite au huitième rang mondial pour le gaz de schiste, loin derrière les États-Unis, mais à un niveau proche de l'Australie, de l'Argentine ou de l'Inde. Le principal problème à résoudre sera celui de l'accès à l'eau, indispensable à la fracturation hydraulique ; la solution la plus évidente serait de dessaler de l'eau de mer et de l'acheminer par pipeline vers les sites de production, mais cela nécessitera des investissements importants.

## Consommation intérieure
La consommation d'énergie primaire du pays atteignait 11,6 EJ en 2023, soit 1,9 % de la consommation mondiale. Sa consommation d'énergie primaire par habitant s'élevait, selon l'Energy Institute, à 313,9 GJ, soit 4,08 fois la moyenne mondiale (77 GJ), 2,3 fois celle de la France (133,8 GJ), et 13 % au-dessus de celle des États-Unis : 277,3 GJ/hab.
La consommation d'énergie primaire par habitant de l'l"Arabie saoudite atteignait 278,6 GJ/hab en 2022, soit 3,6 fois la moyenne mondiale (78,3 GJ/hab) et 2,2 fois celle de la France (129,1 GJ/hab) et 2 fois celle de l'Iran (138,2 GJ), et supérieure de 4 % à celle des États-Unis (268,9 GJ/hab).
L’Arabie saoudite répartit sa consommation d'énergie primaire (10 143 PJ en 2022) entre les quatre énergies qu'elle produit : le pétrole (64,2 %), le gaz naturel (35,7 %), le solaire et l'éolien (0,09 %). La progression de ces consommations est très rapide : entre 1990 et 2022, celle de pétrole a progressé de 304 %, celle de gaz de 344 % et le total de 318 %. Le solaire, apparu pour la première fois en 2017 avec 0,01 %, atteint, avec l'éolien apparu en 2021, 0,09 % en 2022.

## Consommation finale d'énergie
Après raffinage du pétrole, transformation en électricité d'une partie des hydrocarbures produits et transport jusqu'aux consommateurs, la consommation finale d'énergie de l’Arabie saoudite atteignait 6 744 PJ en 2022, en progression de 308 % depuis 1990 ; elle se répartissait en 65,6 % de produits pétroliers, 17,2 % de gaz naturel et 17,1 % d'électricité ; en 32 ans, la consommation d'électricité a progressé de 484 %, celle de gaz de 347 % et celle de produits pétroliers de 271 %. Les principaux secteurs consommateurs sont les usages non énergétiques (chimie) (30,3 %), les transports (28,5 %) et l'industrie (25,3 %) ; le secteur résidentiel n'a qu'une part de 8,8 %, le secteur tertiaire de 6,7 % et l'agriculture de 0,3 %.

## Secteur électrique

### Production d'électricité
Selon les estimations de l'Energy Institute, l'Arabie saoudite a produit 422,9 TWh d'électricité en 2023, en progression de 5,4 % en 2023 et de 43,5 % depuis 2013, soit 1,4 % de la production mondiale. Cette production se répartit entre le gaz naturel : 62,7 %, le pétrole : 36,0 % et les énergies renouvelables : 1,4 %. Le solaire contribue pour 4,3 TWh, soit 1,0 % en 2023 contre 0,8 TWh en 2022, et l'éolien pour 1,5 TWh.
La production d'électricité s'élevait à 418,8 TWh en 2022 ; elle provenait presque entièrement de centrales thermiques alimentées à 41,2 % par du pétrole et à 58,2 % par du gaz naturel ; la production à partir de pétrole a progressé de 408 % en 32 ans (1990-2022), celle à base de gaz naturel de 591 %, et la production totale de 505 %. La production renouvelable se limite à 939 GWh de solaire (0,2 %) et 1 588 GWh d'éolien (0,4 %).

### Thermique fossile
La puissance installée du parc thermique est de 55 GW en 2012. La SEC (Saudi Electric Company), compagnie holding d'état, est le principal producteur et contrôle les parts publiques des producteurs « indépendants » d'électricité. La SWCC (Saline Water Conversion Corporation), compagnie publique de dessalement d'eau de mer, est le second producteur d'électricité. Saudi Aramco construit des centrales de cogénération pour ses propres besoins et va être autorisée à vendre ses excédents à la SEC.
La centrale à cycle combiné de Qurayyah, en construction sur la côte du Golfe Persique, utilisera du fioul et du gaz naturel dans ses six groupes Siemens de 654,5 MW chacun (3 927 MW au total) ; chaque groupe est constitué de deux turbines à gaz, deux générateurs de vapeur et une turbine à vapeur. Sa mise en service est prévue en juin 2014. Elle sera le plus important producteur indépendant (IPP) du royaume, bien que la SEC ait 50 % du capital.

### Nucléaire
- (en) Cet article est partiellement ou en totalité issu de l’article de Wikipédia en anglais intitulé « Nuclear energy in Saudi Arabia » (voir la liste des auteurs).

En 2010, le King Abdallah City for Atomic and Renewable Energy, en abrégé : K.A.CARE, a été créé pour diriger le programme de développement durable saoudien (nucléaire et énergies renouvelables), sous la direction de son président, Hashim bin Abdullah Yamani, qui a été investi de pouvoirs ministériels. Selon KAcare, en 2010 ont été dépensés 3,4 millions de barils par jour (Mbbl/j) d'équivalent pétrole pour la production d'électricité, et ce flux devrait plus que doubler d'ici 2028 à 8,3 Mbbl/j. Le programme nucléaire saoudien doté de 100 milliards de $ a pour objectif d'atteindre une capacité de production d'électricité nucléaire de 110 gigawatts en 2032, alors que la puissance totale des 79 centrales électriques saoudiennes était en 2009 de 52 GW. Le programme prévoit au moins 16 réacteurs nucléaires, d'un coût unitaire d'environ 7 milliards $, le premier devant commencer à produire en 2019 ; 40 à 60 réacteurs seraient nécessaires d'ici 2030, mais un mix énergétique combinant hydrocarbures, nucléaire et énergies renouvelables sera préféré.
K.A.CARE annonce sur son site le mix énergétique prévu pour 2032 :
- hydrocarbures : 60 GW ;
- nucléaire : 17,6 GW ;
- solaire : 41 GW ;
- autres renouvelables : 13 GW.

En août 2010, un accord a été signé avec le groupe américain Exelon, The Shaw Group et Toshiba, pour la construction et l'exploitation de réacteurs ABWR (Advanced Boiling Water Reactor) de Toshiba ; cet accord est conditionné par l'autorisation du gouvernement américain.
En février 2011, un accord de coopération a été signé avec la France pour permettre aux experts saoudiens d'étudier les choix technologiques de la France, les besoins de financements et les implications en ressources humaines qualifiées.
En décembre 2013, un protocole d'accord de coopération a été signé avec le Korean Research Institute for Atomic Energy, en particulier pour l'étude de petits réacteurs de 300 MW.
En mars 2018, l'Arabie saoudite annonce son intention de construire les 16 premiers réacteurs nucléaires du royaume au cours des 20 prochaines années pour un coût total d'environ 80 milliards de dollars (65 milliards d'euros), avec l'objectif d'atteindre 17,6 GW en 2040, produisant plus de 10 % de l'électricité du pays. Les travaux des deux premiers réacteurs devraient commencer en 2019, pour une mise en service en 2027.
En juillet 2018, l'entreprise française Assystem remporte l'appel d'offres lancé par la K.A.CARE pour la réalisation des études de caractérisation de site et d’impact des futures centrales saoudiennes.
En août 2020, le journal L'Opinion affirme que l'Arabie saoudite aurait secrètement construit un site d'extraction de yellowcake à partir de minerai d'uranium avec l'aide de la Chine. Le ministère saoudien de l’Énergie a « catégoriquement démenti » avoir construit un site de transformation de minerai d’uranium dans la zone évoquée par les sources occidentales, tout en confirmant que l’extraction minière, uranium inclus, jouait un rôle majeur dans la stratégie de diversification économique du pays et que le royaume avait fait appel à Pékin pour rechercher de l’uranium dans certaines régions.

### Énergies renouvelables
Le ministre de l'Énergie Khaled Al-Faleh a présenté le 17 avril 2017 un nouveau plan d'investissements dans les énergies renouvelables, composé de 30 projets à réaliser afin d'atteindre en 2023 un objectif de 10 GW permettant de produire 10 % de l'électricité du pays, qui entend également exporter des énergies propres et leurs technologies. Pour commencer, il a lancé un premier appel d'offres pour une centrale solaire de 300 MW ; plus de 50 entreprises étrangères ont été présélectionnées pour cet appel d'offres ainsi que pour le suivant, un parc éolien de 400 MW ; un autre projet éolien devrait être lancé au 4e trimestre 2017, suivi de nouveaux projets solaires. Des projets nucléaires sont également envisagés dans le cadre de la politique de diversification de l'économie du royaume.
Khaled Al-Faleh avait annoncé précédemment, le 7 juin 2016 une réorientation majeure de la politique énergétique saoudite vers le gaz au détriment des renouvelables, dont l'objectif est ramené de 50 % à 10 % du mix énergétique. Alors que le royaume prévoyait en 2012 de consacrer 110 milliards de dollars à la construction de 41 GW de capacités solaires d'ici à 2032, cette échéance avait été reculée à 2040 au début de 2015, et en avril 2016, lorsque le vice-prince héritier Mohammed ben Salmane Al Saoud a lancé son programme Vision 2030, un objectif de 9,5 GW de capacités renouvelables, représentant 14 % de la production électrique, avait été annoncé à échéance 2040.
Dans le mix énergétique prévu en 2012 pour 2032 par K.A.CARE, la part des énergies renouvelables était répartie en :
- solaire : 41 GW, dont 16 GW de photovoltaïque et 25 GW de solaire à concentration ;
- éolien : 9 GW ;
- déchets : 3 GW ;
- géothermie : 1 GW.

K.A.CARE a lancé, en coopération avec les instituts américains National Renewable Energy Laboratory et Battelle Memorial Institute, l'élaboration d'un Atlas des ressources renouvelables du pays ; un réseau de 70 stations de mesures a été mis en place en 2013-2014.

#### Énergie solaire photovoltaïque
La première usine photovoltaïque de taille commerciale dédiée à la désalinisation d'eau de mer au monde va être construite par Abengoa en Arabie Saoudite, alimentée par une centrale photovoltaïque de 15 MWc sur trackers. Elle devrait entrer en service en 2017 et fournira 60 000 m3 d'eau potable par jour à la ville d'Al Khafji, dans le nord-est du pays.
Le prince héritier saoudien Mohammed ben Salmane Al Saoud a officialisé le 27 mars 2018 un protocole d'accord avec le conglomérat japonais SoftBank pour développer dans le royaume un projet d'énergie solaire de 200 milliards de dollars, dont l'objectif est de développer et construire, d'ici à 2030, 200 GW de capacités de production solaire, ce qui fait de ce projet le plus grand projet solaire au monde. La construction des deux premiers parcs, d'une puissance de 7,2 GW, devrait commencer en 2018 et produire de l'électricité en 2019. Le projet prévoit également la fabrication de panneaux et d'équipements solaires et créera 100 000 emplois.
Le premier appel d'offres solaire du pays pour 300 MW a été remporté en février 2018 par l'entreprise saoudienne Acwa Power. Un appel d'offres est prévu en 2018 pour 620 MW de solaire. La centrale solaire Sakaka PV IPP de 300 MW dans la province d'Al Jouf est connectée au réseau en novembre 2019. Ce projet d'ACWA Power (70 %) et AlGihaz (30 %) s'étend sur une surface de 6 km2 ; le chantier a démarré en novembre 2018. L'électricité sera achetée au tarif de 23,4 $/MWh par Saudi Power Procurement Company (SPPC) dans le cadre d'un accord d'achat d'électricité (PPA) de 25 ans signé en février 2018.
Lors de la deuxième tranche de l’appel d’offres photovoltaïque en Arabie Saoudite, les prix ont atteint un nouveau record historiquement bas : 10,4 $/MWh (8,8 €/MWh) pour le projet IP PV d’Al Shuaiba. Au total, sept grandes centrales ont été sélectionnées dans plusieurs régions du pays, pour 60 soumissionnaires, dont 28 basés en Arabie Saoudite. Les projets qui ont remporté les deux appels d’offres et le projet Sudair de 1,5 GW totalisent, avec la centrale solaire de Sakaka, connectée au réseau en novembre 2019, une capacité de production d'environ 3,6 GWc. Le consortium composé de Masdar et d’EDF Renouvelables, avec la société saoudienne Nesma, annonce lancer la construction d’une centrale photovoltaïque de 300 MWc, située à 50 km au sud-est de Djeddah. Le groupement a remporté l’appel d’offres avec le prix le plus compétitif : 16,24 $/MWh (environ 13,67 €/MWh) et a signé en janvier 2021 un contrat de vente d’électricité d’une durée de 25 ans avec la compagnie saoudienne de production et de distribution d’électricité Saudi Power Procurement Company (SPPC). La centrale sera opérationnelle en 2022.
Le projet Sudair Solar, lancé par un consortium dans lequel Aramco possède une part de 30 %, a pour objet la construction d'une centrale solaire de 1 500 MWc située dans la ville nouvelle de Sudair. La production d'électricité devrait commencer au 2ème trimestre 2022. Le consortium est dirigé par ACWA Power et Badeel, qui détiennent chacun 35 %.

#### Énergie solaire thermodynamique
En Arabie Saoudite, deux centrales hybrides sont en construction en 2014 : ISCC Duba 1 de 50 MW, Waad Al Shamal ISCC Plant (50 MW). Cette dernière a été mise en service en 2018.
L'Arabie saoudite a prévu d'installer 25 GW de centrales solaires à concentration d'ici à 2032 ; son agence K.A.CARE, chargée du programme d'énergies renouvelables, a annoncé en février 2013 le lancement du premier appel d'offres de 900 MW, puis l'a retardé afin de réaliser auparavant une vaste campagne de mesures d'ensoleillement au moyen de 75 stations réparties dans tout le royaume ; cette prudence s'explique par l'expérience malheureuse de la centrale de Shams 1, à 120 km d'Abou Dhabi, première centrale inaugurée dans la péninsule arabique : son rendement réel s'est avéré inférieur de 20 % à celui qui avait été estimé, du fait de la présence de poussières de sable dans l'air.

#### Énergie éolienne
La puissance installée éolienne de l'Arabie saoudite est de 422 MW en 2023, sans changement en 2023 ni en 2022. Le potentiel éolien de l'Arabie saoudite est estimé à 200 GW à terre, grâce à des vitesses de vent de 6 à 8 m/s, à 28 GW d'éolien en mer fixe et 78 GW d'éoliennes flottantes. Le premier parc éolien de grande taille, Dumat al Jandal (400 MW), construit par EDF et Masdar, est mis en service début 2024 ; son tarif de 19,9 $/MWh est le plus bas de la région. Les projets à mettre en service avant 2027 totalisent 3,17 GW et un appel d'offres a été lancé pour les projets de Yanbu (700 MW), Al Ghat (600 MW) et Waad alShamal (500 MW).
Un appel d'offres éolien pour 400 MW est en cours en avril 2018 ; un autre appel d'offres sont prévus en 2018 pour 400 MW d'éolien.
Un groupement emmené par EDF Renouvelables (51 %, avec Masdar à 49 %) a été choisi en janvier 2019 par l'Arabie saoudite pour développer le premier parc éolien du pays : Dumat Al Jandal, dans la région d'Al Jouf, au nord-ouest du pays ; avec 400 MW, ce sera le parc éolien le plus puissant du Moyen-Orient, et le moins coûteux : le projet a été attribué sur la base d'un coût actualisé de l'énergie de 2,13 cents de dollars par kilowattheure. En août 2021, le parc éolien Dumat Al Jandal est connecté au réseau et commence à produire.

#### Hydrogène vert
ACWA Power International collaborera avec la société américaine Air Products & Chemicals pour construire l’usine d'hydrogène vert de Neom qui comprendra 120 électrolyseurs Thyssenkrupp de 40 m de long ainsi que des installations solaires et éoliennes d'une puissance totale de 4 GW. Le site devrait être fonctionnel d’ici 2026[réf. souhaitée]. Ce projet de 8,4 milliards $ produira près de 220 000 tonnes d'hydrogène vert.

### Consommation d'électricité
La consommation d'électricité par habitant s'élève en 2022 à 10 459 kWh en Arabie saoudite, en progression de 157 % par rapport à 1990, soit 3,05 fois la moyenne mondiale : 3 427 kWh, supérieure de 71 % à celle de la Chine : 6 113 kWh et de 58 % à celle de la France : 6 638 kWh, mais inférieure de 18 % à celle des États-Unis : 12 705 kWh.
La consommation finale d'électricité en Arabie saoudite a fortement augmenté au cours de la période 1990-2022 : +484 %, en raison du développement économique rapide. Elle se répartit en 2022 en 14,6 % pour l'industrie, 44,5 % pour le secteur résidentiel, 39,1 % pour le secteur tertiaire et 1,6 % pour l'agriculture.

### Conservation
Fin 1998, le secteur de l'électricité a entamé sa restructuration. Un de ses objectifs était d'atteindre une performance durable notamment pour soutenir la forte croissance de la demande, l'utilisation inefficace de l'énergie et la nécessité d'effectuer de gros investissements pour financer l'expansion des réseaux.
Les politiques actuelles d'économie durable, en particulier, en encourageant les économies d'énergie, a conduit à des économies de plus de 871 MW en 2001, principalement en raison de la collaboration entre le ministère de l'Eau et de l'électricité et la Saudi Electricity Company.
Les politiques et les programmes sont en cours d'élaboration pour la sensibilisation du public, la réglementation de l'énergie, l'information sur l'énergie, et la programmation. Si la conservation de l'énergie est un succès, la demande peut être réduite de 5 à 10 %, soit de 3 à 6 GW ou 1,5 à 3 milliards de dollars sur 20 ans. En règle générale, l'investissement dans l'efficacité énergétique ne représente qu'un pour cent du chiffre d'affaires des services publics, qui, pour un pays comme l'Arabie saoudite pourrait atteindre 15 à 60 millions de dollars annuellement.

## Émissions de gaz à effet de serre
Les émissions de gaz à effet de serre (GES) liées à l'énergie en Arabie saoudite s'élevaient en 2022 à 611 Mt d'équivalent CO2, en hausse de 188 % depuis 1990 ; elles représentent 1,6 % des émissions mondiales.
Les émissions de CO2 dues à la combustion étaient en 2022 de 14,64 t CO2 par habitant, soit 3,4 fois la moyenne mondiale : 4,29 t/hab, 2,6 fois celle de l'Union européenne : 5,61 t/hab, 3,54 fois celle de la France : 4,13 t/hab et 2,01 fois celle de l'Allemagne : 7,30 t/hab ; elles dépassent de 6 % celles des États-Unis : 13,81 t/hab.
|                                             | 1971 | 1990  | 2022  | var. 2022/1971 | var. 2022/1990 | var.UE27 2022/1990 |
| Émissions GES (Mt CO2)                      | 12,8 | 152,5 | 537,0 | x42            | +252 %         | -27,2 %            |
| Émissions CO2/habitant (t CO2)              | 1,98 | 9,44  | 14,64 | x7,4           | +55 %          | -32,2 %            |
| Source : Agence internationale de l'énergie |      |       |       |                |                |                    |

| Combustible                                 | 1971 Mt CO2 | 1990 Mt CO2 | 2022 Mt CO2 | %     | var. 2022/1990 | var. UE27 2022/1990 |
| Pétrole                                     | 10,1        | 109,2       | 347,6       | 65 %  | +218 %         | -19,2 %             |
| Gaz naturel                                 | 2,7         | 43,3        | 189,5       | 35 %  | +338 %         | +42 %               |
| Total                                       | 12,8        | 152,5       | 537,0       | 100 % | +252 %         | -27,2 %             |
| Source : Agence internationale de l'énergie |             |             |             |       |                |                     |

| | Émissions 2022      | part du secteur | Émissions/habitant | Émiss./hab. UE-27 |
| Secteur | Millions tonnes CO2 | %               | tonnes CO2/hab.    | tonnes CO2/hab.   |
| Secteur énergie hors élec. | 42,0                | 8 %             | 1,15               | 0,37              |
| Industrie et construction | 135,5               | 25 %            | 3,72               | 1,42              |
| Transport | 137,8               | 26 %            | 3,79               | 1,78              |
| dont transport routier | 135,3               | 25 %            | 3,72               | 1,66              |
| Résidentiel | 115,9               | 22 %            | 3,18               | 1,14              |
| Tertiaire | 97,4                | 18 %            | 2,68               | 0,73              |
| Total | 532,9               | 100 %           | 14,64              | 5,61              |
| Source : Agence internationale de l'énergie * après ré-allocation des émissions de la production d'électricité et de chaleur aux secteurs de consommation |                     |                 |                    |                   |

## Politique énergétique
En 2015, l'Arabie saoudite, comme les autres pays producteurs de pétrole, a compris que la transition énergétique est inéluctable, elle veut juste la ralentir, selon Célia Gautier, du Réseau Action Climat. À la COP21, « ils veulent empêcher qu’on inscrive une date pour l’arrêt de la consommation d’énergies fossiles ». Le royaume n’a pas non plus envie qu’on fixe une limite maximale de réchauffement à 2 °C, qui supposerait l'arrêt du pétrole et du gaz. De plus, l’Arabie saoudite refuse de financer les pays pauvres, alors que la Chine leur promet plus de 3 milliards de dollars. Dans sa contribution à la COP21, le gouvernement saoudien reconnaît sa grande vulnérabilité au changement climatique, mais cela ne se reflète pas dans son plan, selon l'ONG Climate Action Tracker (CAT), et il a prévenu que, si le prix du pétrole continue à stagner, il repoussera son objectif de diversification vers le renouvelable, pourtant modeste. Pour Pierre Radanne, les Saoudiens sont partagés entre leurs intérêts financiers, leur mode de développement et ce que leur population subit à travers l’extension de la désertification ; ils doivent se méfier des déstabilisations qui peuvent en résulter.
En octobre 2021, l'Arabie saoudite annonce viser la neutralité carbone d'ici à 2060. Le prince héritier Mohammed ben Salmane a aussi fait savoir qu'il participerait aux efforts internationaux pour réduire les émissions mondiales de méthane (parmi les gaz à effet de serre les plus connus) de 30 % d'ici à 2030.

### Référence de traduction
- (en) Cet article est partiellement ou en totalité issu de l’article de Wikipédia en anglais intitulé « Energy in Saudi Arabia » (voir la liste des auteurs).